# Казанский, Пётр Симонович
Пётр Си́монович Каза́нский (1819—1878) — русский богослов и историк; заслуженный профессор Московской духовной академии, секретарь Московского комитета духовной цензуры. Автор многочисленных работ по истории русского монашества, борьбе христиан с язычеством, начальному периоду русского летописания, монетной системе Древней Руси и др. В публицистических работах он отстаивал интересы церкви, особенно монашества, резко критиковал А. И. Герцена.

## Биография
Родился 19 ноября (1 декабря) 1819 года в селе Сидоровское[уточнить] Звенигородского уезда Московской губернии в семье священника Симона Ивановича Лосева. После ранней смерти отца в 1833 году, семью опекал дядя (брат матери) архиепископ Кирилл (Константин Лукьянович Богословский-Платонов) (1788—1841). Все братья Петра носили разные фамилии, все окончили Московскую духовную академию, и все преподавали: Павел Симонович Фивейский (архиепископ Платон) (1809—1877) по окончании академии преподавал в академии; Александр Симонович Невский (1810—1848) — в Вифанской духовной семинарии, Михаил Симонович Боголюбский (1826—1902) — в Московской семинарии. У Петра Симоновича Казанского были также сёстры. Впоследствии, над детьми рано овдовевших сестёр, он взял на себя опеку: воспитанные им племянники — Павел Иванович Горский-Платонов (1835—1904) и Андрей Андреевич Беляев (1847—1918) окончили академию и там преподавали.
В 1832—1838 годах Пётр Казанский учился в Вифанской духовной семинарии, по окончании которой поступил в Московскую духовную академию. По окончании академии в 1842 году магистром XIII кура он был оставлен при ней в должности бакалавра по кафедре всеобщей гражданской истории, где преподавал в течение 32 лет, вплоть до своего выхода в отставку. В декабре 1843 года он был возведён в степень магистра богословия; в 1850 году утверждён в должности экстраординарного профессора. С 1851 года состоял учёным секретарём академии. В 1858 году утверждён ординарным профессором; в августе 1876 года — заслуженным профессором Московской духовной академии.
С 1852 года по апрель 1864 года он состоял членом Цензурного комитета при Московской духовной академии. После преобразования академии в 1870—1872 годах П. С. Казанский исполнял обязанности помощника ректора академии по церковно-историческому отделению.
В 1872 году, после 30-летней преподавательской деятельности, он не был избран Советом академии на следующие 5 лет; однако ему было предложено читать лекции до выбора преемника. В это же время, представленное Казанским в марте 1872 года в качестве докторской диссертации сочинение «История православного монашества на Востоке» (в 2-х ч. — М.: Тип. Семена, 1854—1856) получило отрицательный отзыв рецензента. И только благодаря экспертным оценкам, поданным в Совет ректором академии А. В. Горским и её доцентом В. О. Ключевским диссертацию была допущена к защите, которая успешно состоялась в октябре 1873 года. Однако в декабре того же года по состоянию здоровья П. С. Казанский вышел в отставку.
П. С. Казанский состоял действительным членом Общества истории и древностей Российских (1847), членом-корреспондентом Санкт-Петербургского археологического общества (1850), почётным членом Московского общества любителей духовного просвещения (1868) и др.
Последние годы жизни он провёл в семье племянницы Анны Андреевны Беляевой (1845—?) и её мужа, профессора академии Петра Ивановича Казанского (1838—1913). Умер 14 (26) февраля 1878 года в Москве; похоронен в Троице-Сергиевой лавре.

## Рекомендуемая литература
- РГБ. Ф. 524. Казанский Петр Симонович. — 117 ед. хр.